# Minóg syberyjski
Minóg syberyjski (Lethenteron kessleri) – azjatycki gatunek słodkowodnego bezżuchwowca z rodziny minogowatych (Petromyzontidae), blisko spokrewniony lub tożsamy z minogiem dalekowschodnim (L. reissneri).
Występuje w rzekach, potokach i jeziorach Syberii, na Kamczatce i w Japonii. Stadium ślepicy trwa co najmniej 6 lat. Larwy żywią się detrytusem i jednokomórkowymi glonami. Populacja badana w górnym dorzeczu Irtyszu jest unikalna wśród minogowatych pod tym względem, że kontynuuje pobieranie pokarmu podczas metamorfozy, stopniowo przechodząc od detrytusu i jednokomórkowych glonów do diety złożonej wyłącznie z glonów.
Samica składa od 1400 do ponad 2000 jajeczek ikry o średnicy ponad 1 mm. Ślepice podczas przeobrażenia mierzą ponad 20 cm długości. Osobniki dorosłe osiągają do 26 cm długości całkowitej. 
Minóg syberyjski nie pasożytuje. Nie ma znaczenia gospodarczego.